# Umweltverschmutzung

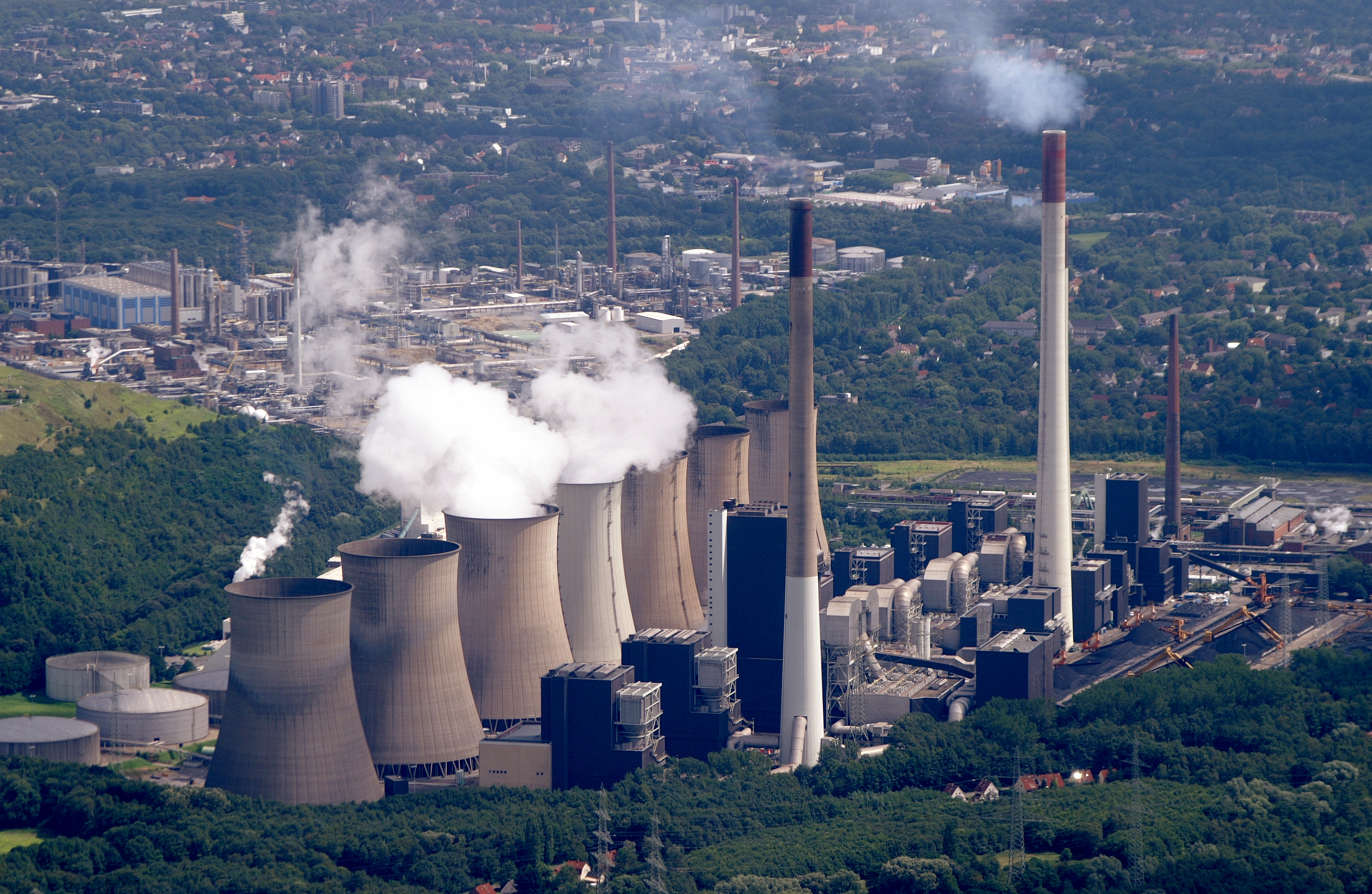
Kondenswolken aus Kühltürmen und Rauchschwaden aus Schornsteinen eines Kohlekraftwerkes

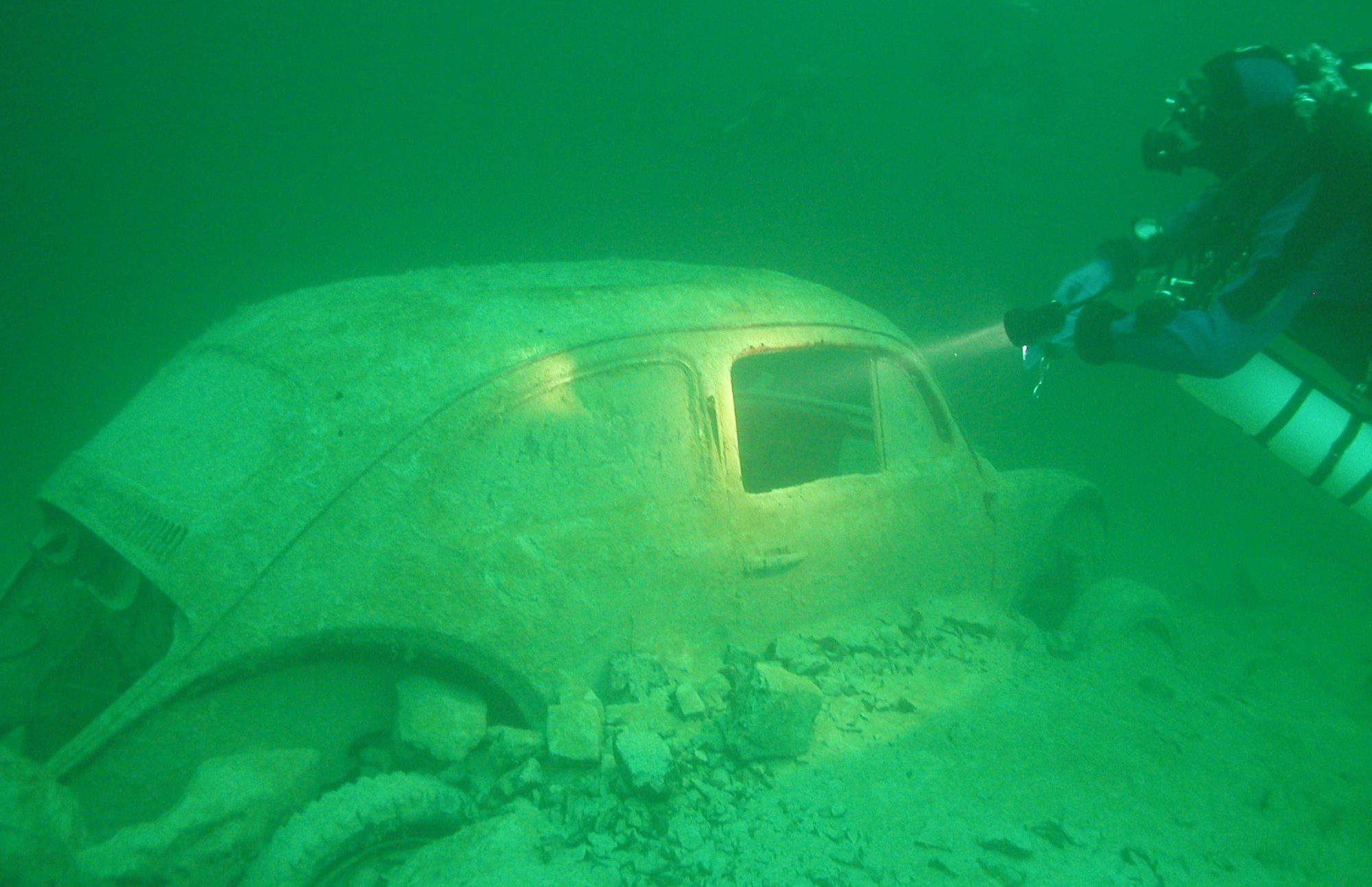
Autowrack („VW Käfer“) am Grund des Walchensees

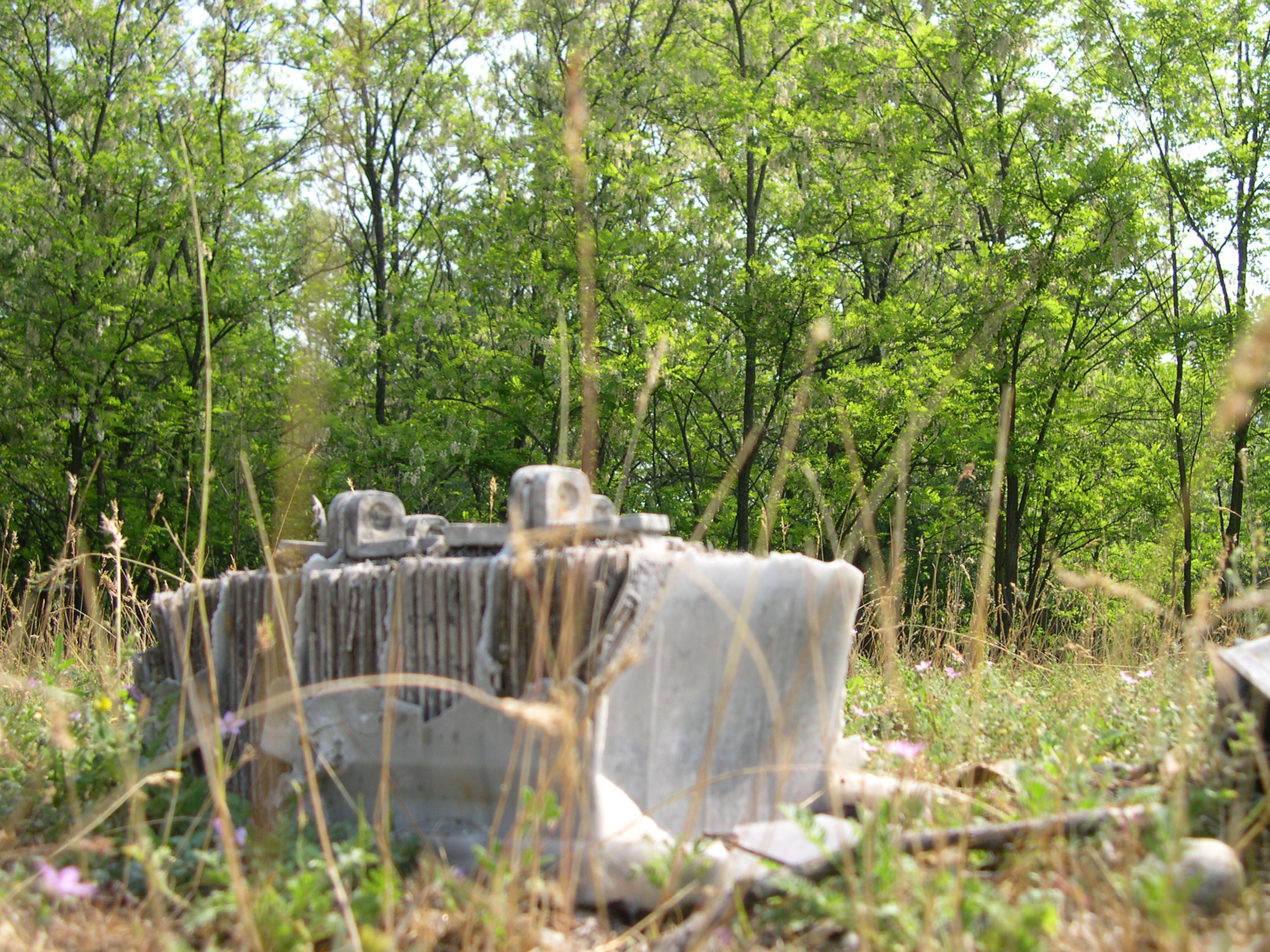
Ausgelaufene Autobatterie an einem Waldrand

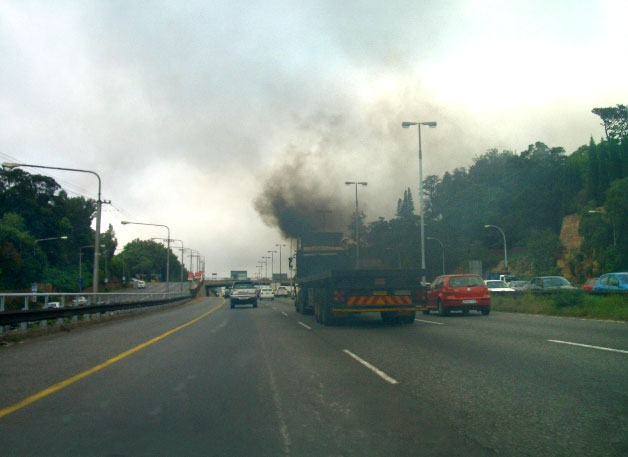
Luftverschmutzung durch Kraftfahrzeuge

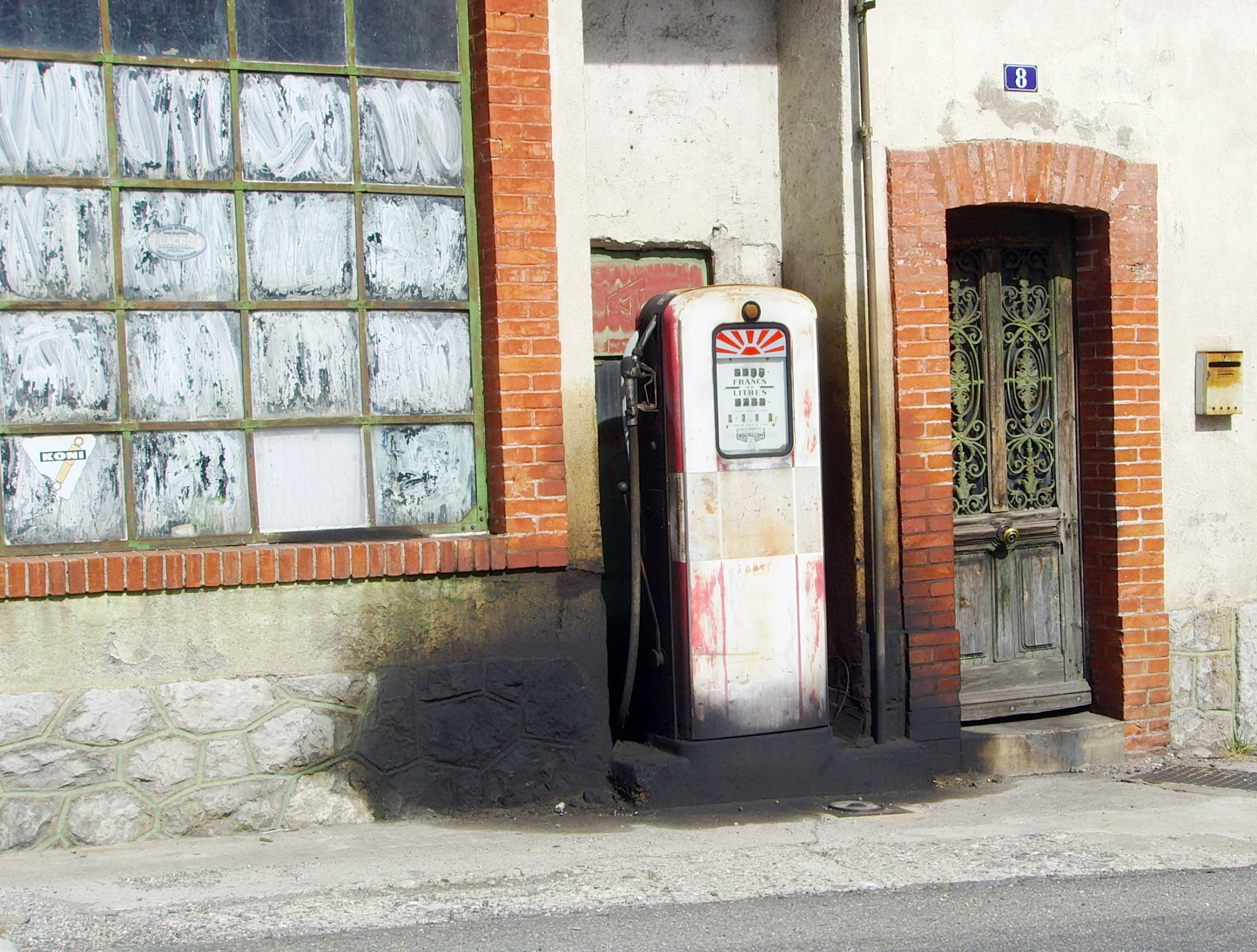
Undichte Zapfsäule in Südfrankreich

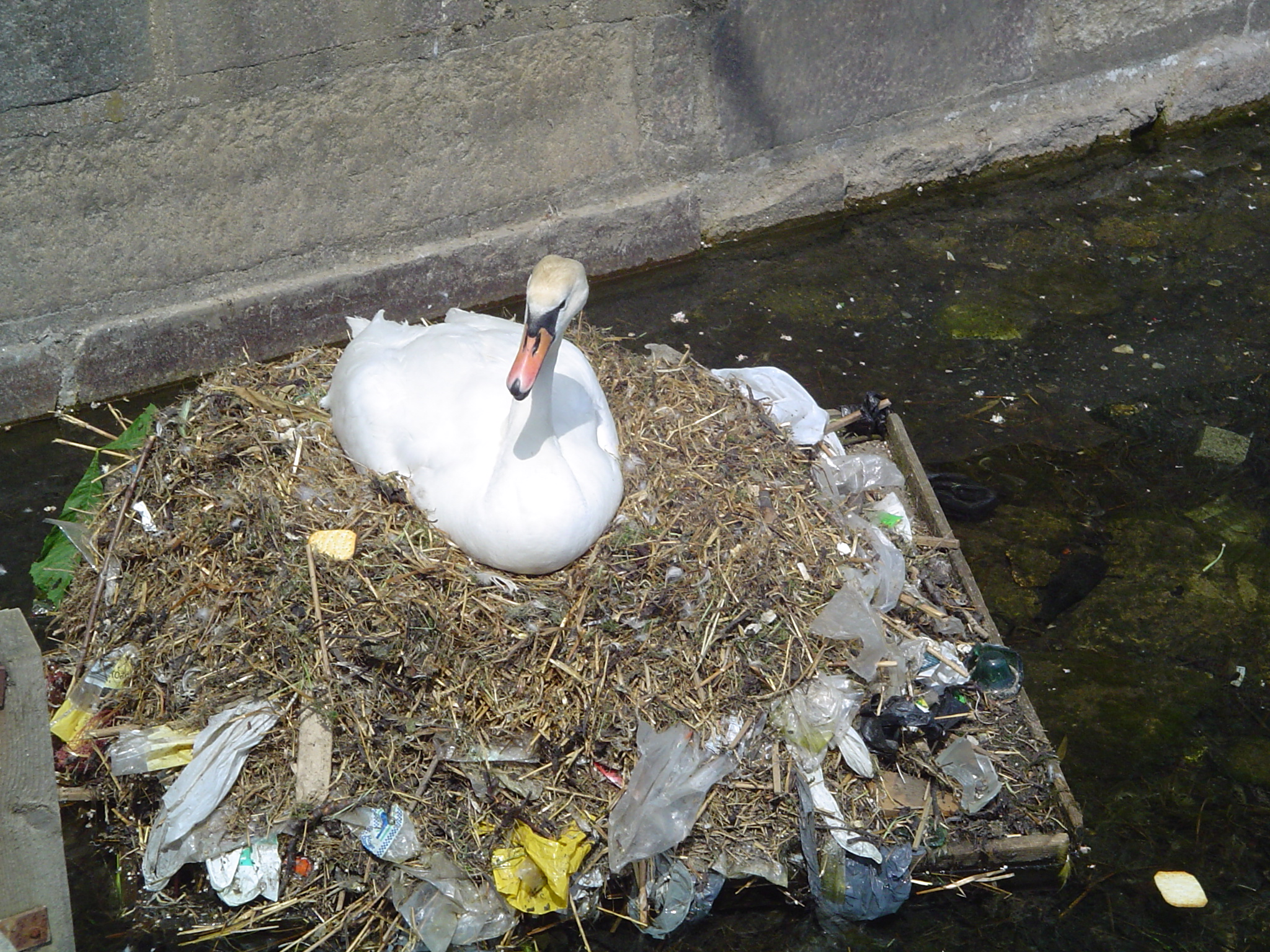
Höckerschwanennest auf Plastikteilen

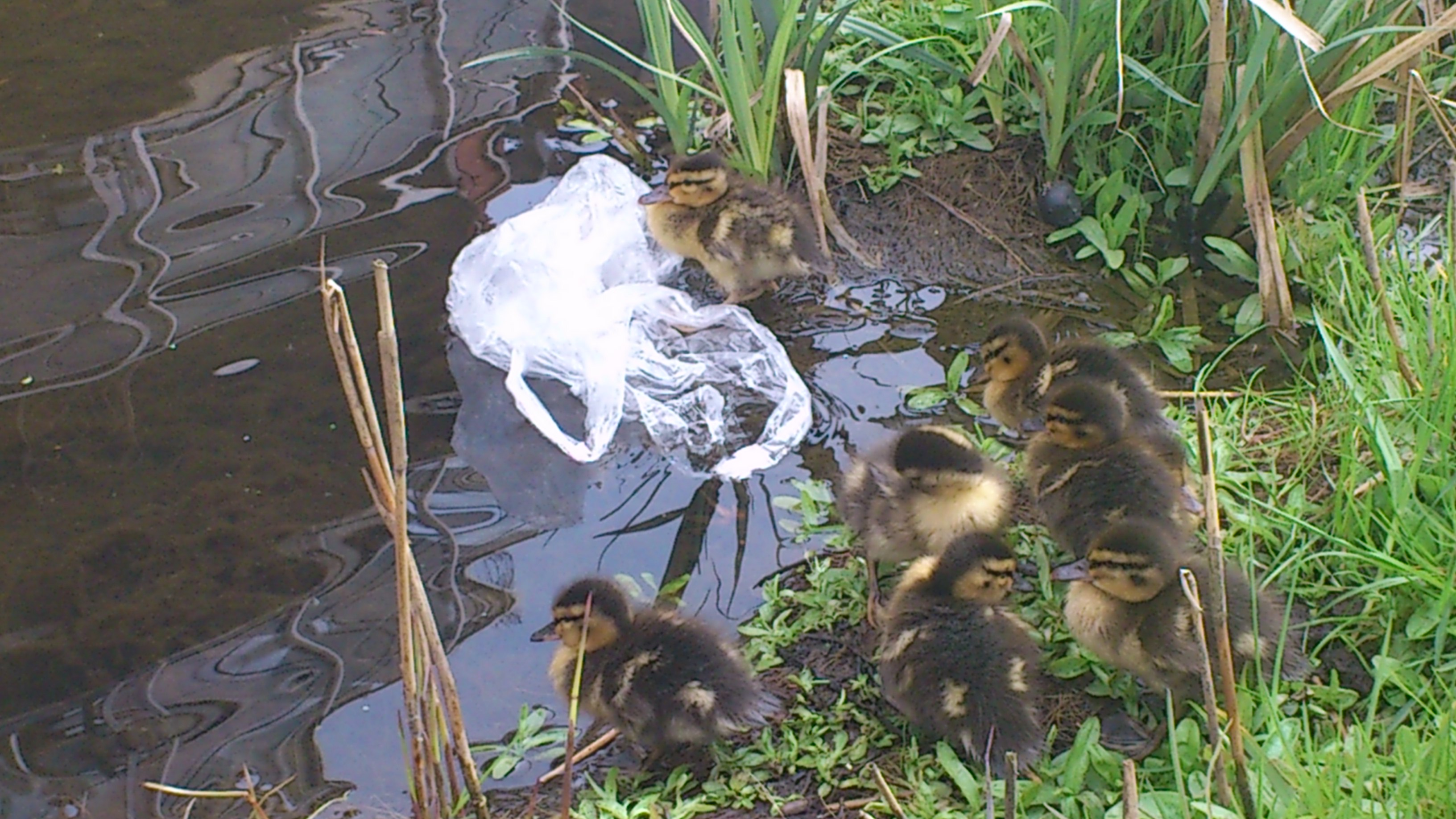
Entenküken und Plastiktüte an einem Flussufer

Unter Umweltverschmutzung wird im Allgemeinen die Verschmutzung der Umwelt durch das Wirken und die Anwesenheit von Menschen verstanden. Im Vordergrund steht dabei die Umweltbelastung durch Abfälle und Emissionen.
Darunter eingeordnet werden Abgase, Abwässer, unterschiedliche Arten von Müll (entsorgte Stoffe in fester Form bzw. in Behältern), insbesondere giftige Schadstoffe und unter Umständen auch Mikroorganismen sowie nicht-stoffliche Emissionen wie Strahlung, aber auch Lärm und Lichtverschmutzung. Sie entstehen überwiegend bei der Produktion oder beim Konsum von Produkten als ungewolltes Nebenprodukt bzw. nach Abschluss des Konsums oder der Nutzung durch Überflüssigwerden des Produkts selbst und müssen entsorgt werden bzw. werden freigesetzt. Die wichtigsten Arten der Umweltverschmutzung sind Gewässerverschmutzung, Luftverschmutzung und Bodenverschmutzung (siehe hierzu auch Altlast und Bodendegradation) sowie Verschmutzung von Landflächen und Gewässern durch Müll (Vermüllung).
Umweltverschmutzung ist zu unterscheiden von direkter Umweltzerstörung und anderen Arten der Umweltbelastung, z. B. durch Rohstoffgewinnung, Landschaftsverbrauch (als Bauland etc.) oder übermäßiger Nutzung. Während bei Umweltverschmutzung die Belastungen durch eingebrachte Materialien verursacht werden, besteht die Problematik der anderen Belastungen und Zerstörungen im Verlust oder Vernichtung vorhandenen ökologisch wichtigen Materials.
Durch Umweltverschmutzung werden sowohl natürliche Ökosysteme als auch die Gesundheit des Menschen negativ beeinflusst: Weltweit sterben laut UN-Umweltagentur 12,6 Millionen Menschen pro Jahr an den Folgen von Umweltverschmutzung, das ist fast jeder vierte Todesfall. Ein wichtiges Ziel nachhaltigen Wirtschaftens ist es daher, Umweltverschmutzung sowie andere Umweltbelastungen und Umweltschäden durch Umweltschutzmaßnahmen zu vermeiden oder zu minimieren. Diesem Ziel widmen sich insbesondere die Umweltpolitik und die Umweltbewegung.

## Geschichte
Die Folgen der Umweltverschmutzung sind bereits seit dem Beginn der Industrialisierung bekannt, als in der unmittelbaren Umgebung von Fabrikanlagen Pflanzenschäden oder im Winter schwarzer Schnee beobachtet wurden. In das Bewusstsein der breiten Öffentlichkeit rückten die Folgen der Umweltverschmutzung Anfang der 1970er-Jahre mit dem Auftreten von Waldschäden, der Korallenbleiche, der Diskussion um den Sauren Regen und der Anti-Atomkraft-Bewegung.
Die Geschichte der Umweltbelastung ist prinzipiell durch fünf Entwicklungsschritte geprägt. Mit jedem Schritt ist das Ausmaß bzw. die Verbreitung der Umweltbelastung bis hin zur globalen Umweltverschmutzung gewachsen.

### Feuer
Mit der Nutzung des Feuers durch den Menschen trat erstmals – allerdings lokal eng begrenzt – eine vom Menschen verursachte Umweltverschmutzung auf. Die durch das Feuer entstehenden Emissionen und Verbrennungsrückstände haben keinesfalls zu einer nachweislichen Belastung der Umwelt geführt, da Pflanzen die Kohlenstoffdioxid-Emissionen nutzen, um Fotosynthese zu betreiben.

### Landwirtschaft
Mit dem Beginn der Landwirtschaft hat der Mensch Monokulturen angelegt und damit Ökosysteme verändert. Diese Veränderungen waren noch teilweise reversibel (umkehrbar): Sobald eine Anbaufläche nicht mehr genutzt wurde, war die natürliche Vegetation imstande, den beschädigten Boden neu zu besiedeln. In manchen Regionen der Erde wurde der Boden aber so überstrapaziert, dass dort nur noch mit Mühe Pflanzen wachsen können.

### Städtebau
Der Beginn der Zivilisation (Städtebau) führte zu irreversiblen Umweltveränderungen. Das Abholzen großer Waldbestände im Mittelmeerraum zur Gewinnung von Bau- und Brennholz sowie für die Landwirtschaft (siehe Entwaldung in römischer Zeit) ist ein markantes Beispiel für die dauerhafte Veränderung eines Ökosystems. Die Gewinnung von Metallen durch das Schmelzen von Erzen ist ein historisch frühes Beispiel für von Menschen verursachte Umweltverschmutzung.

### Handwerk und Industrie
Bereits im 17. und 18. Jahrhundert gab es im Zusammenhang mit bestimmten Gewerben Boden- und Wasserverschmutzung. So gibt es an Stellen in Holland, unter anderem im heutigen Zaanstad, wo in dieser Epoche bleihaltige Farbstoffe erzeugt wurden, jetzt noch erhöhte Konzentrationen an Blei im Boden, sodass dieser vereinzelt nach modernen Vorschriften als zu stark damit belastet einzustufen ist. Auch die Herstellung von Tran war alles andere als umweltfreundlich. Das Gerberhandwerk, bei dem unter anderem Urin zur Lederbearbeitung benötigt wurde, führte sogar schon im Mittelalter dazu, dass es in vielen Städten wegen des Gestanks nur in bestimmten Straßen oder Stadtviertel ausgeübt werden durfte. Das galt später auch (unter anderem in Marokko bis auf den heutigen Tag) für das Färben von Wolle oder bestimmten Textilien. Oft wurde dazu eine künstliche Abzweigung eines Gewässers quasi als Abwasser angelegt (z. B. die Abzucht in Goslar). Aus demselben Grund wurde es innerhalb der Städte auch verboten, Schweine zu züchten. Die oft bezeugte Verlagerung der Schmieden einer mittelalterlichen Stadt in eigene Schmiedestraßen oder -gassen hing auch wohl nicht nur mit der großen Brandgefahr dieses Handwerks zusammen, sondern auch mit der dabei entstehenden Luft- und Bodenverschmutzung.
Umweltschäden im direkten Umfeld von Fabriken treten mit dem Beginn der industriellen Revolution verstärkt auf. Die vielfach schwefelhaltigen Abgase (Rauchgase) führten teilweise zu starken Schäden bis hin zum Absterben der angrenzenden Vegetation. Auch wurden flüssige Abfallstoffe oft einfach in die Oberflächengewässer geleitet oder diese versickerten in den Boden.

### Globalbelastung

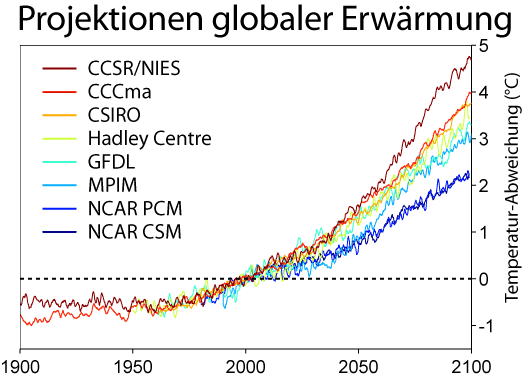
Einige Projektionen der Temperaturentwicklung bis 2100

Das 20. Jahrhundert ist gekennzeichnet durch das Auftreten von globalen Umweltproblemen. Wegen des Ozonlochs wurde der Handel mit FCKW verboten. Die globale Erwärmung wird durch steigende Emission von Treibhausgasen verursacht. Langlebige organische Schadstoffe, die so genannten POPs, durch bestimmte Ferntransportmechanismen verbreiten sich weltweit und werden fernab ihrer Einsatzgebiete nachgewiesen. Die Anreicherung (Akkumulation) von Schadstoffen in der Umwelt oder in Lebewesen kann weitergehende Schäden verursachen (siehe auch Diskussion um den Einsatz von DDT). Globale Auswirkungen können auch Unfälle in Kernkraftwerken, zum Beispiel die Katastrophe von Tschernobyl oder atomare Massenvernichtungswaffen haben.
Plastikmüll in den Ozeanen wird zum Teil von Schiffsbesatzungen verursacht, die Abfall im Meer abladen, oder durch Müll, der von Flüssen ins Meer gespült wird. Dieser Müll besteht aus Plastiktüten, Verpackungen, Einwegrasierern, Cremetuben, Plastikflaschen und anderem und löst sich im Laufe der Jahre nicht auf. Er zerfällt durch die Reibung der Wellen in immer kleinere Teile. Je kleiner der Müll wird, umso gefährlicher wird er für die Umwelt. Tiere wie Wale, Fische und Vögel oder Schildkröten fressen den Müll und sterben daran.

## Wichtige umweltverschmutzende Stoffe
Die Umwelt kann durch viele Stoffe verschmutzt werden, zum Beispiel durch
- Chemikalien[2]
- Haushalts- und Industrieabfälle, siehe Umweltverschmutzung durch Plastik
- Schwermetalle, siehe Bleikinder und Gressenicher Krankheit
- Kohlenwasserstoffe wie Rohöl, Mineralölprodukte und Benzol, siehe auch Ölverschmutzung
- Abgase: Kohlendioxid bei Freisetzung durch Verbrennung fossiler Brennstoffe, Stickoxide, Ammoniak, Schwefeldioxid
- Agrarchemie: Dünger (Nitrat, Phosphat), Pestizide, Herbizide, Fungizide in Landwirtschaft und Hausgärten bei unsachgemäßer Anwendung
- Arzneimittel, Antibiotika
- Radioaktive Stoffe: Insbesondere bei der Kernwaffenproduktion in der Sowjetunion gelangte Radioaktivität nicht nur bei Unfällen, sondern im Rahmen normaler Entsorgungsprozesse in die Umwelt (Kerntechnische Anlage Majak, Karatschai-See).

## Ferntransport von Schadstoffen
Die Umweltverschmutzung kann sich durch Wind, Wasser und andere Mechanismen über weite Strecken ausbreiten und so an Orten nachgewiesen werden, wo die schädlichen Substanzen nie eingesetzt worden sind. Der Ferntransport von Schadstoffen ist das Produkt aus zahlreichen umweltbedingten und stoffspezifischen Transport- und Mobilisierungsprozessen. Wichtige Prozesse sind der atmosphärische Ferntransport und der Wassertransport über Meeresströme und Flüsse.
Ob ein Schadstoff vorwiegend über die Luft oder über den Wasserweg in quellferne Regionen transportiert wird, hängt unter anderem von seiner Flüchtigkeit und seiner Wasserlöslichkeit ab. Darüber hinaus sind natürlich die Umgebungsbedingungen (z. B. Lufttemperatur, Luftfeuchtigkeit und Niederschlagsmenge) im Quellgebiet wichtige Randparameter, die über einen möglichen Ferntransport entscheiden.

## Meistverschmutzte Städte bzw. Gebiete
Das amerikanische Blacksmith Institute hat in den Jahren 2006, 2007 und 2013 eine Liste der am stärksten durch Umweltverschmutzung belasteten Städte und Gebiete herausgegeben, in der die jeweils wichtigsten umweltverschmutzenden Stoffe und die Verursacher sowie, falls vorhanden, auch Gegenmaßnahmen beschrieben sind. Auf der Karte im Hauptartikel sind alle bisher „nominierten“ Orte lokalisierbar.

## Natürliche Ursachen
Es gibt auch Gebiete mit erhöhter Schadstoffkonzentration, an denen der Mensch unschuldig ist. So enthält das Grundwasser in verschiedenen Ländern überhöhte Konzentrationen an Arsenverbindungen oder auch Schwermetallen, ohne dass menschliche Aktivitäten daran schuld wären. Natürliche Umweltverschmutzungen können auch im Umfeld von Vulkanen auftreten oder in Gebieten, in denen Erzlagerstätten verwittern.